# Округ Сент Франсис (Мисури)
Сент Франсис (енгл. St. Francois County) је округ у америчкој савезној држави Мисури.

## Демографија
По попису из 2010. године број становника је 65.359, што је 9.718 (17,5%) становника више него 2000. године.
| Група             | 2000.          | 2010.          |
| Белци             | 53.228 (95,7%) | 60.631 (92,8%) |
| Афроамериканци    | 1.126 (2,0%)   | 2.775 (4,2%)   |
| Азијати           | 175 (0,3%)     | 244 (0,4%)     |
| Хиспаноамериканци | 447 (0,8%)     | 778 (1,2%)     |
| Укупно            | 55.641         | 65.359         |